# Ustawa o substancjach chemicznych i ich mieszaninach
Ustawa z dnia 25 lutego 2011 r. o substancjach chemicznych i ich mieszaninach – polska ustawa uchwalona przez Sejm, regulująca kwestie prawne związane z klasyfikacją substancji chemicznych, ich produkcją i dystrybucją oraz określająca zasady działania i kompetencje Prezesa Biura do spraw Substancji Chemicznych.

## Nowelizacje
Ustawę znowelizowano 10 razy. Zmiana weszła w życie w 2022 roku.